# Petar Svačić

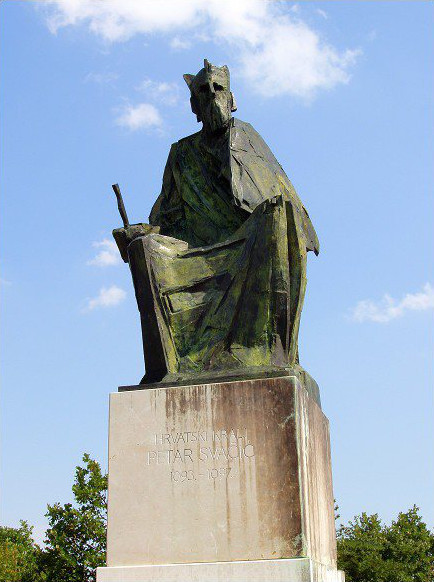
Denkmal für König Petar Svačić auf dem Miljevci-Plateau oberhalb der Insel Visovac (Nationalpark Krka)

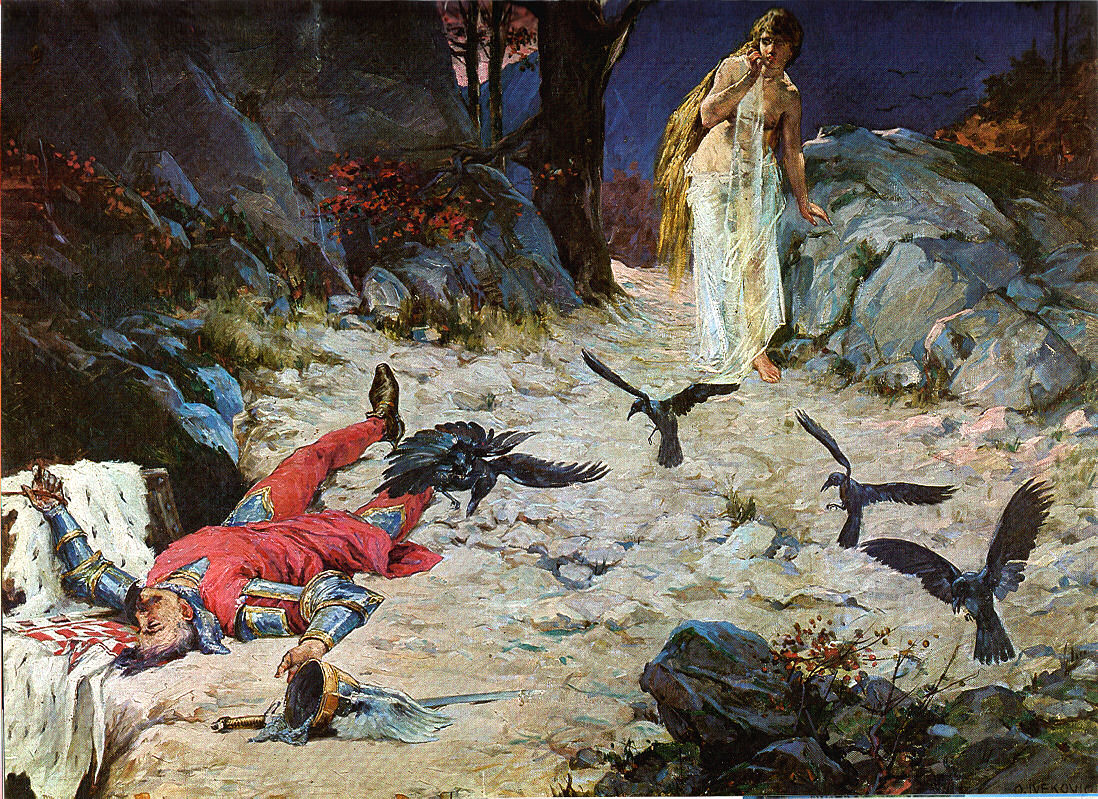
Tod des Petar Svačić (Historisierendes Gemälde von Oton Iveković)

Petar Svačić (auch Snačić; † 1097) war von 1093 bis zu seinem Tod der König der Kroaten. Er stammte wahrscheinlich aus dem Haus Kačić und war der letzte ethnisch kroatische Herrscher des mittelalterlichen Königreichs Kroatien. 

## Leben
Über seine Herkunft und sein Leben bis zur Thronbesteigung ist nur wenig bekannt. Er stammte möglicherweise aus der Stadt Kamičak. Während der Herrschaft des Königs Dmitar Zvonimir bekleidete er wahrscheinlich den Rang eines Ban. Petar Svačić wurde im Jahr 1093 gekrönt. Seine Residenz befand sich in der Festung von Knin. Es gelang ihm den von 1091 bis 1095 in Slawonien regierenden ungarischen König Álmos militärisch zu schlagen.
Der König von Ungarn Koloman zog als Nachfolger von Ladislaus I. gegen Petar Svačić ins Feld. Im Mai des Jahres 1097 fiel Petar Svačić in der Schlacht am Gvozd. Seither heißt das Gebiet Petrova gora (Petersgebirge).

## Sonstiges
Der kroatische Komponist Josip Mandić schrieb 1903 die Oper „Petar Svačić“.
Die österreichisch-kroatische Schriftstellerin Paula von Preradovic, Schöpferin der österreichischen Hymne, schrieb 1950 in ihrer Königslegende über Petar Svačić  folgende Verse: „ein mächtiger und wilder Stamm seien die Kačić. Die Meere beherrschten sie, und schwer sei es, ihrem Zorn zu widerstehen. Die Ungarn aber seien gekommen, tückisch wie eine Windsbraut. […] In der Waldschlucht liegen tausend Tote, stumm im Blute, tausend und noch einer, Peter, König aus dem Stamme Kačić, Peter, letzter König der Kroaten.“